# Alexandre de Rhodes
Alexandre de Rhodes (Avignone, 15 marzo 1591 – Ispahan, 5 novembre 1660) è stato un gesuita e missionario francese.

## Biografia
Missionario gesuita e autore di diversi libri, nato ad Avignone il 15 marzo, 1591, morì a Ispahan, in Persia, il 5 novembre, 1660. La sua famiglia era di origine ebraica e proveniva dall'Aragona.
Entrò nel noviziato della Compagnia di Gesù a Roma, il 24 aprile del 1612, con la ferrea intenzione di dedicare la sua vita alla conversione degli infedeli. Fu assegnato alle missioni delle Indie dell'Est, inaugurando il suo lavoro di missionario nel 1624 riscuotendo un grande successo in Cocincina.
Nel 1627 si spostò nella regione detta all'epoca Tonchino, dove, nello spazio di tre anni, egli convertì più di 6.000 persone, tra cui diversi bonzi. Quando nel 1630 le persecuzioni lo costrinsero a lasciare il paese, egli nuovamente ritornò per proseguire il suo lavoro di conversione e di evangelizzazione. Rhodes fu poi richiamato a Roma, dove ottenne il permesso dei suoi superiori gerarchici per intraprendere un nuovo lavoro missionario in Persia.
Egli vi apprese il successo delle sue proposte e ivi morì nel novembre 1660. La sua salma venne inumata nel cimitero di una delle comunità cristiane presenti in Iran, probabilmente un cimitero di Nestoriani, verso Ispahan.

## Opere
Oltre alle numerose attività della carriera di missionario, trovò il tempo per dedicarsi anche alla produzione letteraria:
- Relazione de' felici successi della santa fede predicata da' padri della Compagnia di Giesu nel regno di Tunchino, alla santita di N.S.PP. Innocenzio Decimo. Di Alessandro de Rhodes auignonese della medesima Compagnia, e missionario apostolico della sacra Congregazione de propaganda fide (Roma, 1650);
- Tunchinensis historiæ Libri duo (Lione, 1652);
- La glorieuse Mort D'André , Catéchiste ... (Parigi, 1653);
- Catechismus, pubblicato in latino e in cinese a Roma nel 1658.